# Margaret (Alabama)
Margaret – miasto w Stanach Zjednoczonych, w stanie Alabama, w hrabstwie St. Clair. W roku 2023 miasto zamieszkiwało 6236 osób, a gęstość zaludnienia wynosiła 258,8 osoby/km².